# Number 1 to Infinity
Albums de Mariah Carey
Me. I Am Mariah... The Elusive Chanteuse
(2014) Caution
(2018)
Singles
1. Infinity
Sortie : 27 avril 2015

#1 to Infinity est la troisième compilation de l'artiste américaine Mariah Carey, sortie le 18 mai 2015, sous le label Epic Records[réf. nécessaire]. Elle contient les dix huit numéros un de Carey du Billboard Hot 100 et un nouveau single, intitulé Infinity. À noter que cette compilation marque le grand retour de Mariah Carey dans son ancienne maison de disques Sony Music,.
Le single Infinity arrive à la 28 meilleure place du Hot R&B/Hip-Hop Songs.

## Genèse
Le 15 janvier 2015, il est annoncé que Mariah remplacera prochainement Céline Dion sur la scène du Caesars Palace où elle va interpréter sur scène, 18 de ses plus grands titres, qui sont tous classés numéro 1 dans les charts. Son spectacle est prévu pour commencer au printemps et devrait se poursuivre tout au long de l'année.
Le 30 janvier 2015, il est annoncé que Mariah Carey aurait quittée Def Jam et Universal Music Group pour Epic Records, un autre label de son ancienne maison de disques Sony Music,. Avant toute signature avec le label Epic Records, Mariah Carey aurait demandé une avance de 3 millions de dollars, qui n'aurait pas aboutie. Cependant, elle aurait acceptée de sortir une nouvelle version de la compilation #1'S, sous le label Epic Records.

## Structure musicale
Le premier numéro un de la compilation est Vision of Love. Il est le premier single de Carey et la chanson qui l'a projetée au devant de la scène. Elle est acclamée par le critiques et est considérée comme une influence de la popularisation du mélisme tout au long des années 1990,. Trois autres chansons sont issues de son premier album, Love Takes Time, Someday et I Don't Wanna Cry. Le cinquième single, Emotions, issue de l'album du même nom. À cause des autres chansons de l'album, aucun autre single de Emotions n'apparaît dans la programmation. Une autre chanson présente dans #1's, c'est la reprise de I'll Be There des Jackson Five et le premier single de MTV Unplugged. Les singles de Music Box sortis en 1993 apparaissent sur la compilation. Dreamlover, le septième numéro un, est le premier single de Music Box. La chanson reste numéro un pendant huit semaines et est décrite comme une « pièce menue de la pop » et représente un côté de Carey plus commercial que la « plus ambitieuse » Vision of Love. La chanson est le début de la maturité vocale de Carey et considérée comme une chanson notable de sa carrière. Le second single de Music Box, Hero, est l'autre numéro un de l'album. Selon Chris Nickson, Hero est l'une de « ses ballades les plus inspirées ».
Daydream donne trois singles à la compilation. Le premier, Fantasy apparaît dans #1's. Cependant, c'est le remix avec Ol' Dirty Bastard qui y apparaît. C'est une décision personnelle de Carey qui la préfère[réf. nécessaire]. La seconde chanson de Daydream est One Sweet Day, son duo avec Boyz II Men. La chanson reste numéro un pendant seize semaines et est le numéro un le plus long de l'histoire du Hot 100. Le troisième single, Always Be My Baby, passe deux semaines en tête du hit-parade et apparaît donc dans le best of.
L'album le plus récent de Carey à l'époque, Butterfly, produit deux numéros un. Le premier, Honey, est une transition dans la carrière de Carey, et l'introduit comme artiste hip-hop, et présente des couplets de rap à travers la chanson. La chanson est différente de tout ce que Carey a enregistré et est décrite comme une « musique hip-hop et une basse florissante ». La seconde chanson de Butterfly, My All passe une semaine en tête du classement. Carey décrit la chanson comme un « son luxuriant et un style intense ». Écrite par Carey et Walter Afanasieff, elle présente des arpèges de guitare synthétiquement créés par l'utilisation de l'échantillon et des notes de claviers. La chanson est très bien reçue par les critiques et considérée comme « un son R&B moulant qui passe comme un gant ». Heartbreaker, le premier single de l'album Rainbow, devient le quatorzième numéro un de la chanteuse[réf. nécessaire]. En plus, d'y être restée deux semaines, elle est numéro un au Canada et en Nouvelle-Zélande,. Ailleurs, Heartbreaker rencontre beaucoup de succès et atteint le top 5 en France et au Royaume-Uni ainsi que le top 10 en Allemagne, Australie, Belgique, Pays-Bas et Suisse. Thank God I Found You est le second single de l'album. Elle devient son quinzième numéro un et rencontre un succès correct en Europe. Arion Berger de Rolling Stone loue la production de la chanson ainsi que l'harmonie de 98 Degrees[réf. nécessaire].
We Belong Together est le second single de l'album The Emancipation of Mimi, paru en 2005 et est l'un des plus grands tubes de la chanteuse. Les critiques applaudissent sa voix et disent : « La Voix est revenue ». La chanson devient son seizième numéro un aux États-Unis et y reste quatorze semaines, le plus long numéro un des années 2000 et le plus long de la chanteuse depuis One Sweet Day (1995) qui y était restée seize semaines. Outre les records qu'elle bat, la chanson est nommée « meilleure chanson des années 2000 » par Billboard,. En dehors des États-Unis, le single est numéro un en Australie et atteint le top 5 aux Pays-Bas, Danemark, Nouvelle-Zélande, Espagne, Suisse et Royaume-Uni.
Don't Forget About Us est le quatrième single de l'album The Emancipation of Mimi et le premier de la ré-édition Ultra Platinum Edition. La chanson devient le 17e numéro un de Carey aux États-Unis et a autant de numéro un qu'Elvis Presley (elle le battra en 2008 avec Touch My Body).
De par le succès du single Touch My Body en 2008, Mariah Carey établit un nouveau record : celle de l'artiste ayant le plus de singles classés no 1 dans le Billboard Hot 100. De ce fait, elle surpasse Elvis Presley avec 18 titres érigés dans ce classement, ce qui fait d'elle la seule artiste solo à obtenir le plus de singles classés no 1 de l'histoire des États-Unis[réf. nécessaire].
Le dix-neuvième titre de la compilation est Infinity. C'est également le seul et unique single inédit que l'artiste publie de cette compilation. La chanson qui parle de rupture, est écrite par Mariah Carey, Eric Hudson, Priscilla Renea, Taylor Parks, Ilsey Juber et composée par Mariah Carey et Eric Hudson. Elle reçoit d'excellentes critiques,,,,,,,,. La chanson arrive à la 28 meilleure meilleure place du Hot R&B/Hip-Hop Songs.

## DVD de clips
On ne sait toujours pas à l'heure actuelle, si cette compilation bénéficiera d'un dvd contenant les dix-huit vidéoclips numéros 1 de l'artiste.

## Singles
Le 27 avril 2015, Mariah Carey publie le seul et unique single de cette compilation, intitulé Infinity. La chanson qui est écrite par Mariah Carey, Eric Hudson, Priscilla Renea, Taylor Parks, Ilsey Juber et composée par Mariah Carey et Eric Hudson, reçoit d'excellentes critiques,,,,,,,,. Le vidéoclip est réalisé par Brett Ratner.
La chanson arrive à la 28 meilleure meilleure place du Hot R&B/Hip-Hop Songs.

## Promotion
Le 15 janvier 2015, il est annoncé que Mariah remplacera prochainement Céline Dion sur la scène du Caesars Palace où elle va interpréter sur scène, 18 de ses plus grands titres, qui sont tous classés numéro 1 dans les charts. Son spectacle est prévu pour commencer au printemps et devrait se poursuivre tout au long de l'année.
La promotion est calée afin de coïncider avec l'arrivée de Mariah Carey au Caesars Palace, dont la date est prévue pour 6 mai 2015. Le 6 mai 2015, elle entame une série de concerts à Las Vegas, interprétant ses 18 singles numéros 1. Étant un triomphe et acclamée par la critique,,,, cette série de concerts initialement prévue jusqu'à la fin de l'année 2015, est alors prolongée jusqu'en février 2016.

## Liste des titres
| 1.    | Vision of Love                                     | - Mariah Carey - Ben Margulies | - Rhett Lawrence - Narada Michael Walden | 3:29 |
| 2.    | Love Takes Time                                    | - Carey - Ben Margulies | Walter Afanasieff                        | 3:49 |
| 3.    | Someday                                            | - Carey - Margulies | Ric Wake                                 | 4:08 |
| 4.    | I Don't Wanna Cry                                  | - Carey - Walden | Walden                                   | 4:48 |
| 5.    | Emotions                                           | - Carey - David Cole - Robert Clivillés                                                                                                   | - Carey - Cole - Clivillés               | 4:08 |
| 6.    | I'll Be There (featuring Trey Lorenz)              | - Berry Gordy - Bob West - Hal Davis - Willie Hutch                                                                                       | - Carey - Afanasieff                     | 4:24 |
| 7.    | Dreamlover                                         | - Carey - Dave Hall | - Carey - Hall - Afanasieff              | 3:53 |
| 8.    | Hero                                               | - Carey - Afanasieff | - Carey - Afanasieff                     | 4:17 |
| 9.    | Fantasy (Bad Boy Remix)                            | - Carey - Hall - Chris Frantz - Tina Weymouth - Adrian Belew - Steven Stanley                                                             | - Carey - Hall                           | 4:53 |
| 10.   | One Sweet Day (with Boyz II Men)                   | - Carey - Afanasieff - Michael McCary - Nathan Morris - Wanya Morris - Shawn Stockman                                                     | - Carey - Afanasieff                     | 4:41 |
| 11.   | Always Be My Baby                                  | - Carey - Jermaine Dupri - Manuel Seal, Jr.                                                                                               | - Carey - Dupri - Seal                   | 4:18 |
| 12.   | Honey                                              | - Carey - Sean Combs - Kamaal Fareed - Steven Jordan - Stephen Hague - Bobby Robinson - Larry Price - Malcolm McLaren                     | - Carey - Combs - Stevie J - The Ummah   | 4:59 |
| 13.   | My All                                             | - Carey - Afanasieff | - Carey - Afanasieff                     | 3:51 |
| 14.   | Heartbreaker (featuring Jay-Z)                     | - Carey - Walden - Shawn Carter - Shirley Ellis - Lincoln Chase (en) - Jeffrey Cohen                                                      | - Carey - DJ Clue                        | 4:46 |
| 15.   | Thank God I Found You (featuring Joe & 98 Degrees) | - Carey - James Harris III - Terry Lewis                                                                                                  | - Carey - Lewis                          | 4:17 |
| 16.   | We Belong Together                                 | - Carey - Dupri - Seal - Johntá Austin - Darnell Bristol - Kenneth Edmonds - Sidney DeWayne - Bobby Womack - Patrick Moten - Sandra Sully | - Carey - Dupri - Seal                   | 3:22 |
| 17.   | Don't Forget About Us                              | - Carey - Dupri - Seal - Austin | - Carey - Dupri - Seal                   | 3:53 |
| 18.   | Touch My Body                                      | - Carey - Crystal Johnson - Christopher Stewart - Terius Nash                                                                             | - Carey - Stewart                        | 3:27 |
| 19.   | Infinity                                           | Mariah Carey, Eric Hudson, Priscilla Renea, Taylor Parks, LLisey Juber                                                                    | Mariah Carey, Eric Hudson                | 4:00 |
| 75:21 |                                                    | |                                          |      |

## Classements
| Chart (2015)                        | Peak position |
| ----------------------------------- | ------------- |
| Australie (ARIA)                    | 18            |
| Australie                           | 2             |
| Belgique (Flandre Ultratop)         | 57            |
| Belgique (Wallonie Ultratop)        | 56            |
| Pays-Bas (Mega Album Top 100)       | 44            |
| France (SNEP)                       | 132           |
| Allemagne (Media Control AG)        | 109           |
| Hongrie (Mahasz)                    | 32            |
| Irlande (IRMA)                      | 52            |
| Italie (FIMI)                       | 29            |
| Nouvelle-Zélande (RIANZ)            | 39            |
| Espagne (Promusicae)                | 21            |
| Suisse (Schweizer Hitparade)        | 49            |
| Royaume-Uni (UK Albums Chart)       | 8             |
| Royaume-Uni (R&B Albums)            | 1             |
| États-Unis (Billboard 200)          | 29            |
| États-Unis (Top R&B/Hip-Hop Albums) | 2             |

## Certifications
| Pays              | Certification | Unités certifiées |
| ----------------- | ------------- | ----------------- |
| Royaume-Uni (BPI) | Or            | 100 000           |